# Liste bekannter Schüler des Katharineums zu Lübeck
Diese Liste zählt bekannte Schüler des Katharineums zu Lübeck auf.

## A
- Ernst Wilhelm Ackermann
- Albert Aereboe
- Miguel Alexandre
- Karl Friedrich Ludwig Arndt
- Friedrich Avé-Lallemant
- Friedrich Christian Avé-Lallemant

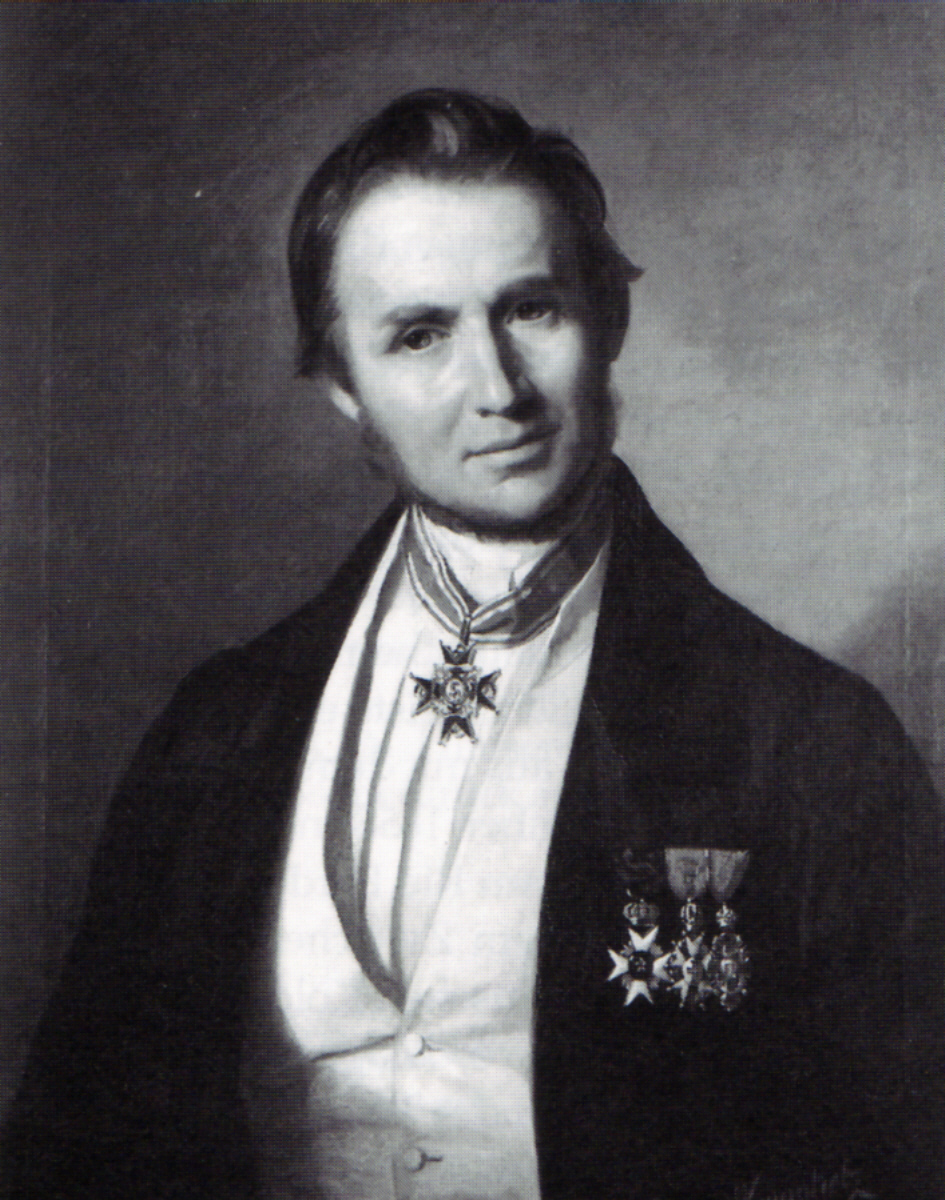
Robert Christian Avé-Lallemant, porträtiert von Ferdinand Krumholz

- Julius Léopold Eduard Avé-Lallemant
- Robert Christian Avé-Lallemant
- Theodor Avé-Lallemant

## B

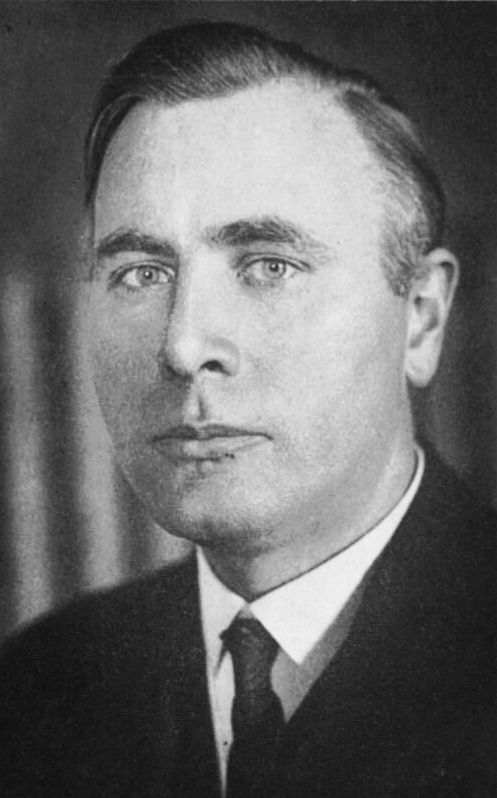
Arnold Brecht

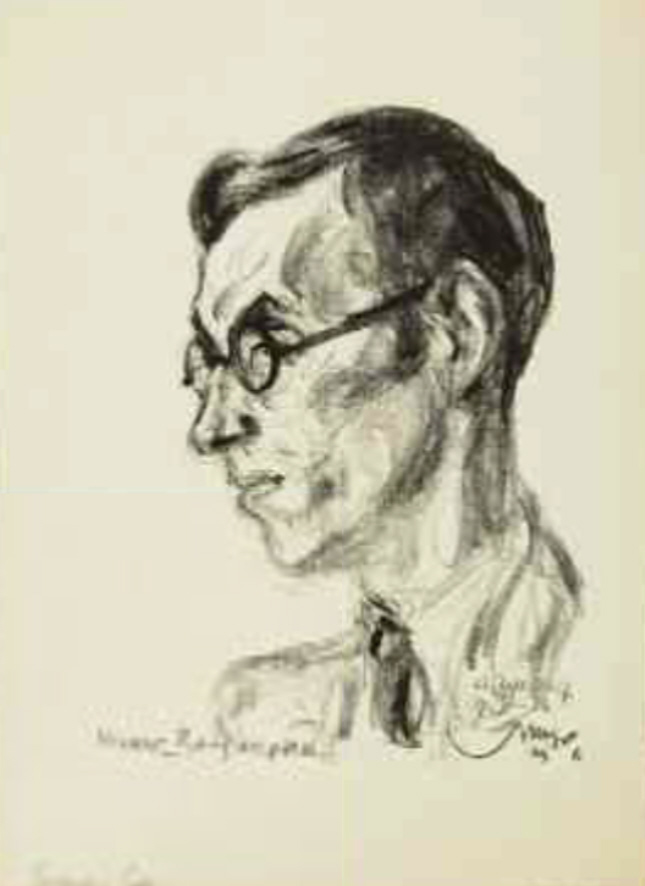
Werner Bergengruen (porträtiert von Emil Stumpp, 1929)

- Johann Bacmeister der Jüngere
- Marcus Bade
- Benedikt Bahr
- Edward Banks
- Friedrich von Bassewitz
- Peter Baumgardt
- Fritz Behn
- Georg Heinrich Behn
- Heinrich Theodor Behn
- Hermann Ludwig Behn
- Johann Heinrich Behn
- Wilhelm Behncke
- Jakob Behrens
- Johannes Daniel Benda
- Georg Benick
- Katja Benrath
- Werner Bergengruen
- Joachim Bering
- Wilfried Bernhardt
- Georg Ernst von Bernstorff
- Günther von Bernstorff
- Uwe Bernzen
- Johann Erich Biester
- Christian Bilefeld
- Nicolaus Binder
- Wilhelm von Bippen (Mediziner)
- Wilhelm von Bippen (Historiker)
- Walther Björkman
- Friedrich Bleek
- Hans Blumenberg
- Erich Blunck
- Ludwig Christian Boccius
- Carl Alexander Bolten
- Wilhelm Bousset
- Otto Brandis
- Arnold Brecht
- Gustav Brecht
- Adolf Brehmer
- Nikolaus Heinrich Brehmer
- Friedrich Breier
- Heinrich Brockes II.
- Richard Brodersen
- Johannes Brüggen
- Bruno Bruhn
- Friedrich Wilhelm Gustav Bruhn
- Friedrich Bruns
- Friedrich Brutzer
- Kaspar von Buchwaldt
- Günther von Bültzingslöwen
- Anton Burchard
- Adde Bernhard Burghardi
- Johann Friedrich Burmester

## C

Joseph Carlebach

- David Carlebach
- Emanuel Carlebach
- Ephraim Carlebach
- Felix F. Carlebach
- Hartwig Naphtali Carlebach
- Joseph Carlebach
- Mathieu Carrière
- Till Carrière
- Mareike Carrière
- Christian Joachim Carstens
- Christian Nicolaus Carstens
- Meno Nicolaus Carstens
- Emil Cordes
- Johann Wilhelm Cordes
- Carl Friedrich Cramer
- Friedrich Crome
- Matthias Crumbtinger
- Carl Georg Curtius
- Ernst Curtius
- Georg Curtius
- Paul Curtius
- Paul Werner Curtius
- Theodor Curtius

## D

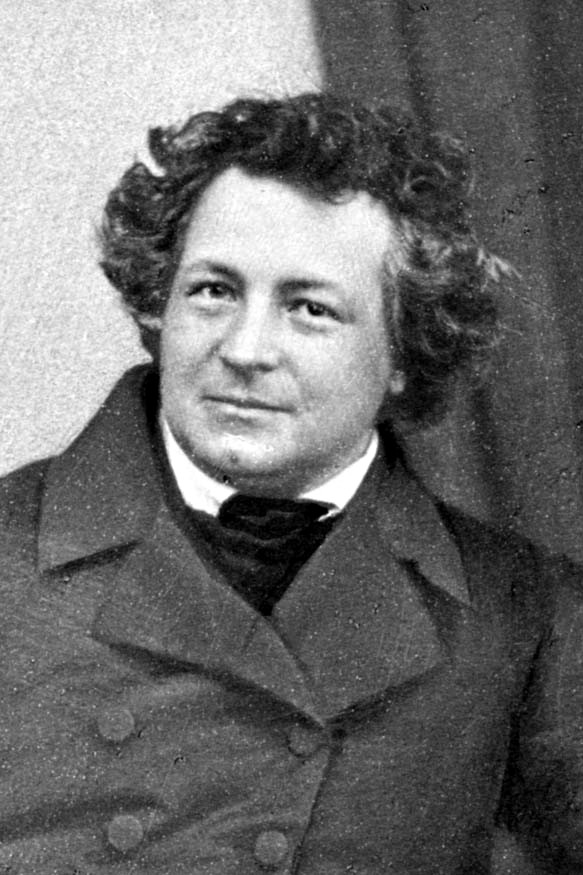
Prof. Ernst Deecke (um 1848)

- Heinrich Wilhelm Danzmann
- Hieronymus Dathe
- Ernst Deecke
- Hermann Deecke
- Wilhelm Deecke
- Hans-Ulrich Derlien
- Carl Heinrich Dettmer
- Georg Wilhelm Dittmer
- Hieronymus von Dorne
- Bärbel Dorweiler
- Stefan Dräger
- Joachim Dreier
- Carl Alexander von Duhn
- Friedrich von Duhn
- Heinrich Dürkop

## E

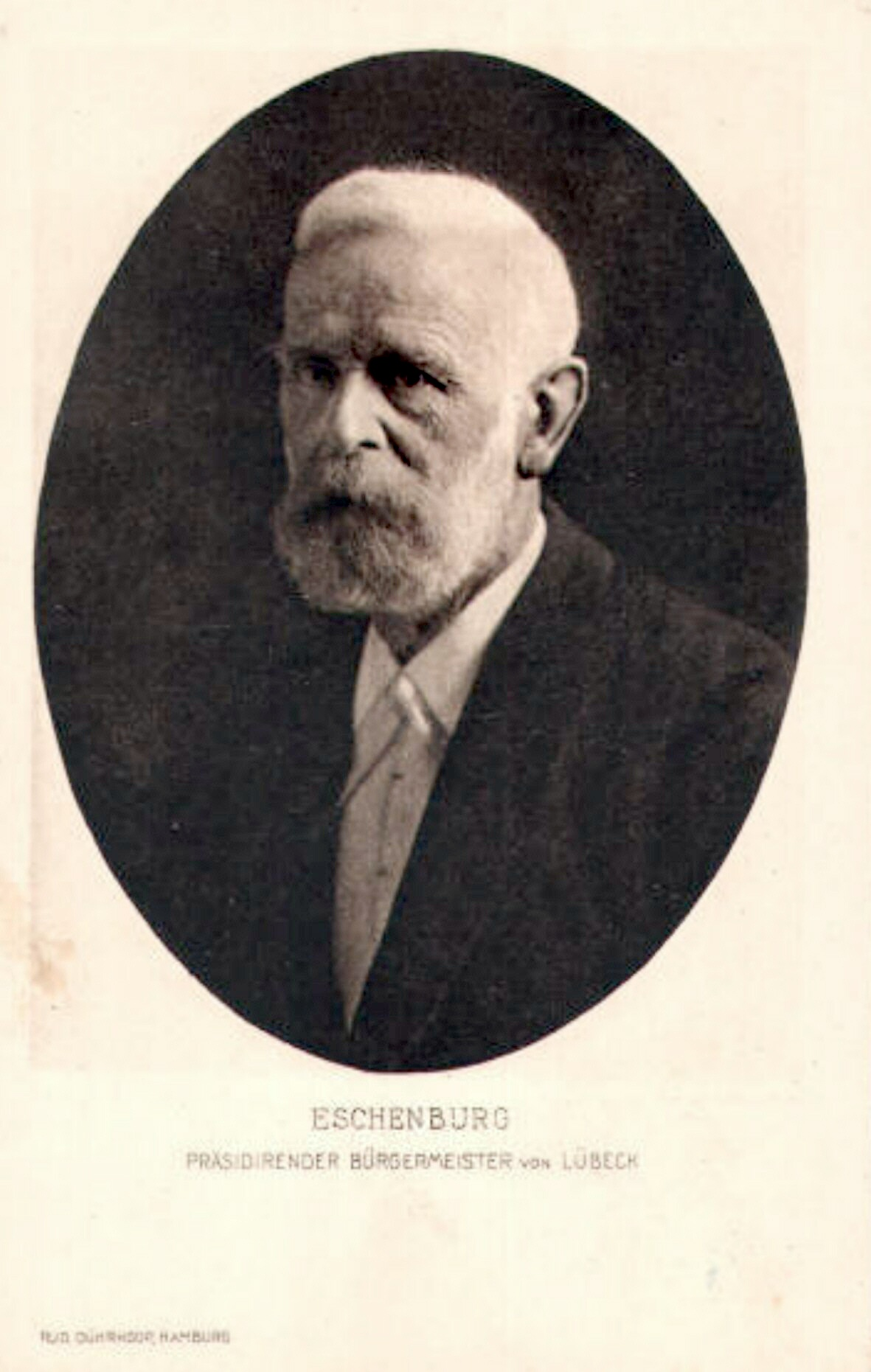
Johann Georg Eschenburg; Porträtfoto von Rudolf Dührkoop

- Julius Edelhoff
- Dirk Ehlers
- Wolfram Eicke
- Peter Ludwig Elder
- Christoph Anton Erasmi
- August Eschenburg
- Bernhard Eschenburg
- Georg Bernhard Eschenburg
- Johann Georg Eschenburg
- Karl Eschenburg
- Theodor Eschenburg, Mediziner
- Theodor Eschenburg, Admiral
- Theodor Eschenburg
- Karl Esmarch
- Hans Ewers
- Hans Gerhard Evers
- Eduard Friedrich Ewers
- Ludwig Ewers
- Torsten Eymann
- Ekkehart Eymer

## F

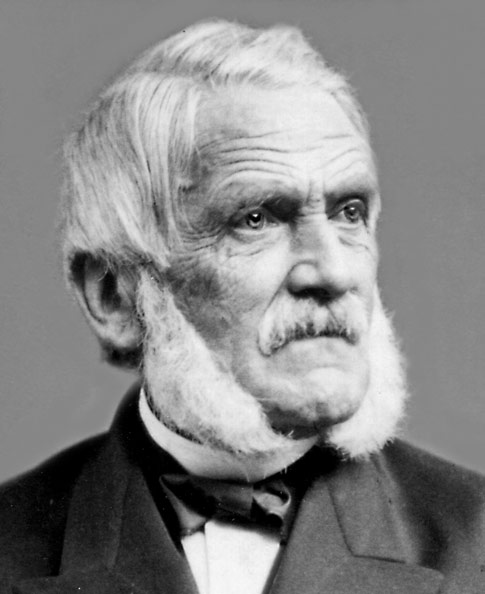
Hermann von Fehling

- Gustav Falke
- Friedrich Federau
- Ferdinand Fehling
- Hermann Fehling
- Jürgen Fehling
- Johann Festing
- Johann Fischer
- Johann Fitzmann
- Christian Floto
- Christian August Förtsch
- Peter Wilhelm Forchhammer
- Wolfgang Frank

## G

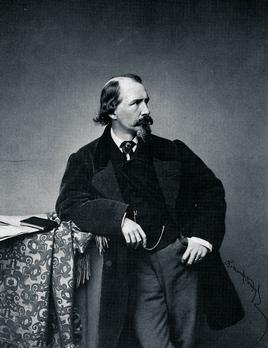
Emanuel Geibel, ca. 1860

- Wilhelm Gädeke
- Karl Theodor Gaedertz
- Emanuel Geibel
- Jonas Geist
- Arthur von Gerlach
- Anton Heinrich Gloxin
- Johann Christoph Gloy
- Adolph Godeffroy
- Gustav Godeffroy
- Johan Cesar Godeffroy
- Heinrich Görtz
- Carl Julian von Graba
- Johann Wilhelm Heinrich Grabau
- Carl Grädener
- Ferdinand Grautoff
- Otto Grautoff
- Hermann Adolf Griesbach
- Johann Anton Joachim Grimm
- Rodolfo Groth
- Henneke Gülzow
- Carl Hermann Gütschow
- Carl Philipp Gütschow
- Rudolph von Gundlach

## H
- Adolph Hach
- Eduard Hach
- Hermann Wilhelm Hach
- Theodor Hach
- Johann Friedrich Hach
- Anton Hagedorn
- Paul Hagen
- Karl Alfred Hall
- Otto Haltermann

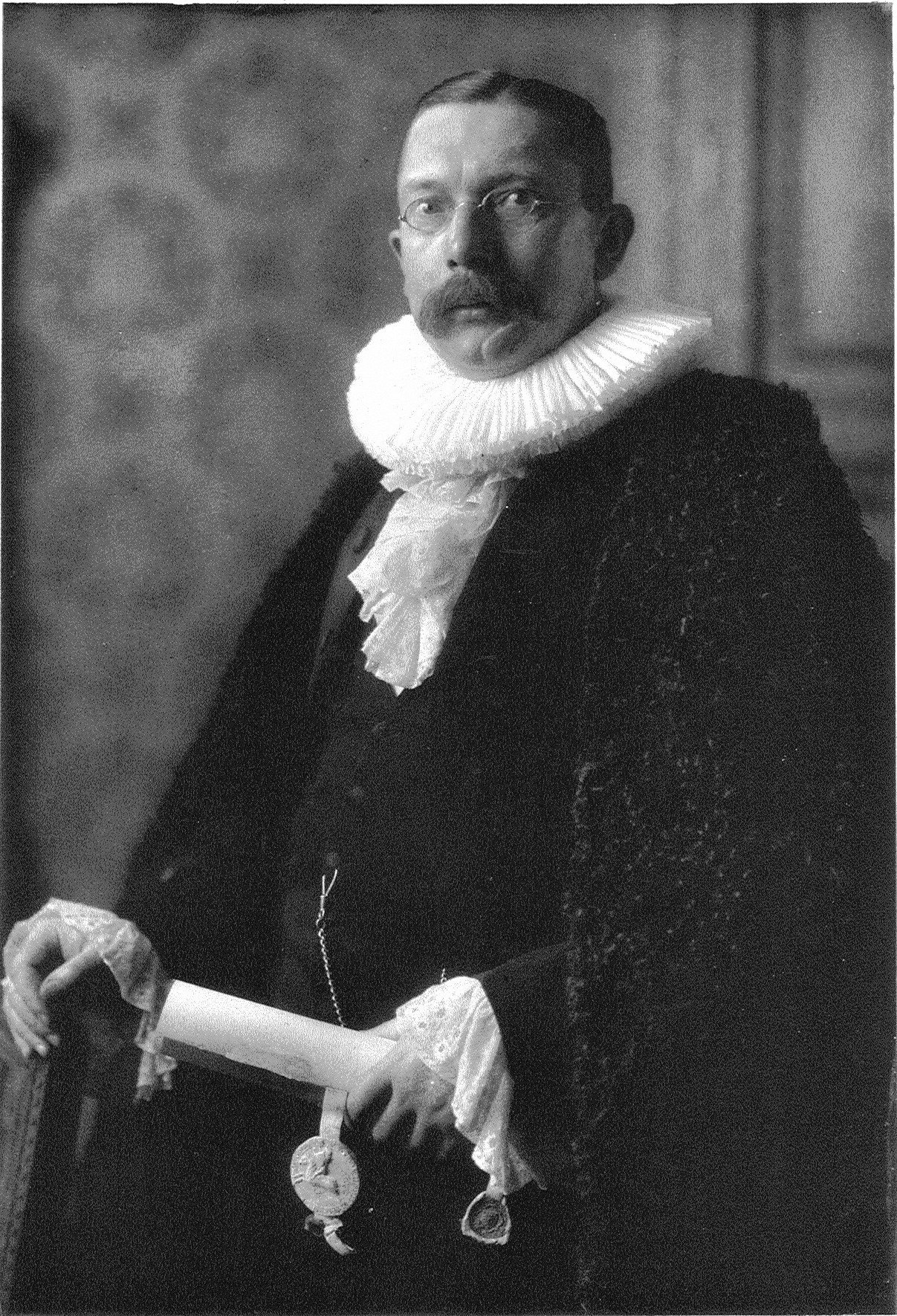
Anton Hagedorn (1905)

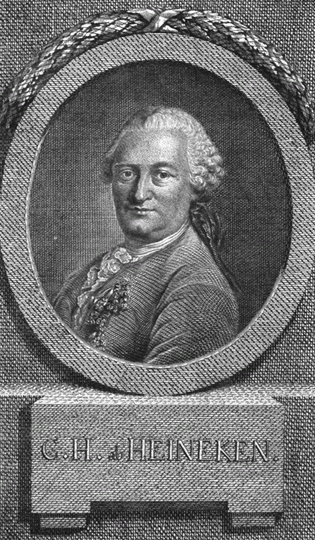
Carl Heinrich von Heineken (1781)

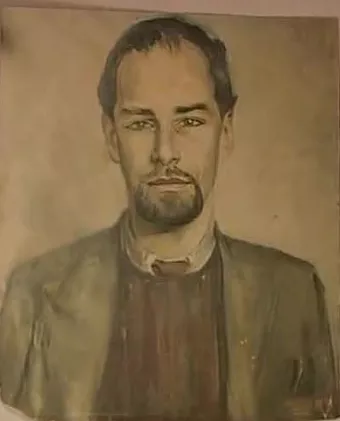
Klaus Hinrichsen (1941)

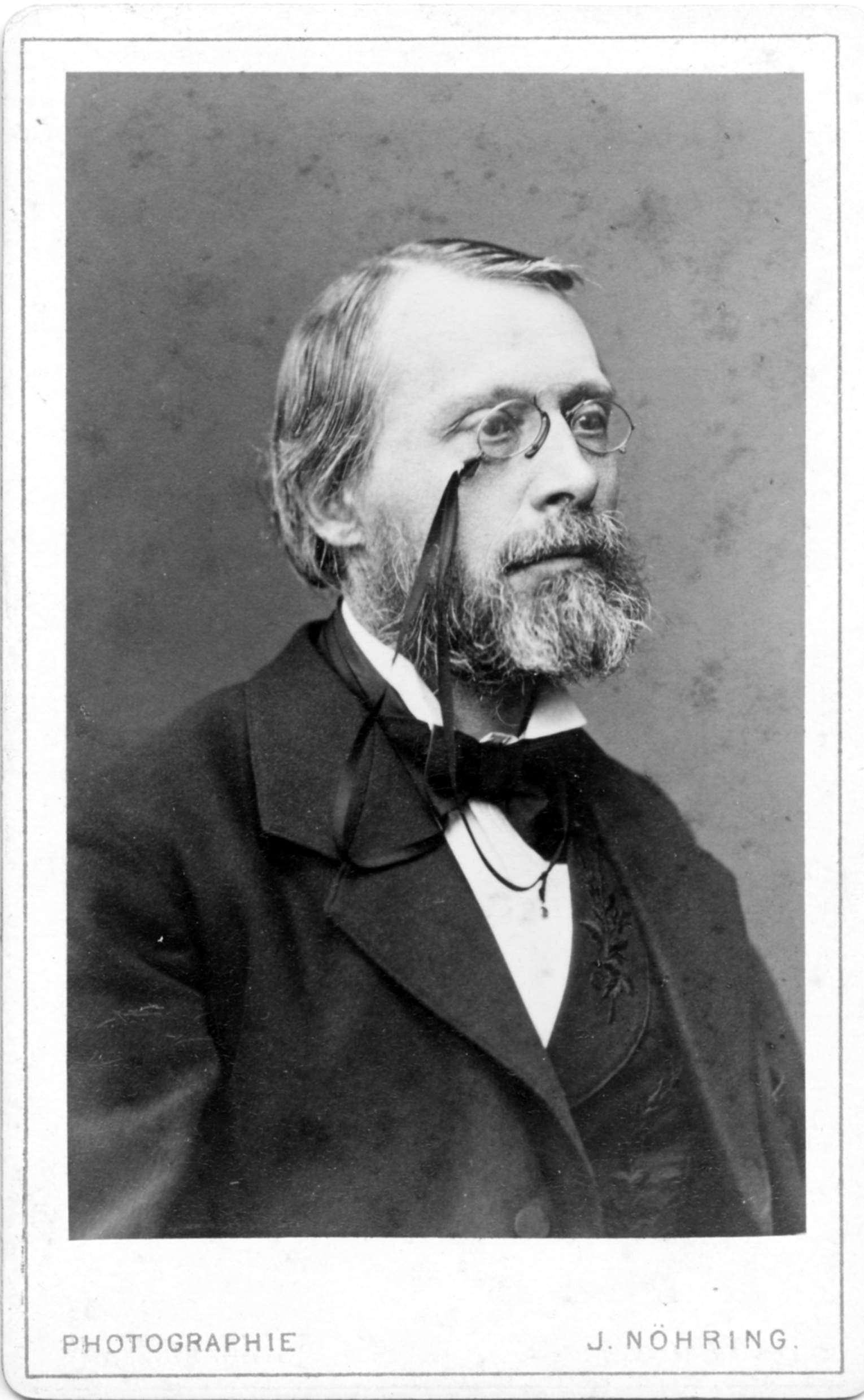
Adolf Holm um 1870

- Balthasar Gerhard Hanneken (Geistlicher, 1641)
- Balthasar Gerhard Hanneken (Geistlicher, 1678)
- Philipp Ludwig Hanneken
- Gustav Hansen
- Friedrich Hanssen
- Richard Hanssen
- Hermann Julius Hartwig
- Heinrich Hasse
- Karl Friedrich Christian Hasselmann
- Wolf-Dieter Hauschild
- Julius Havemann
- Rudolf Heberle
- Esther Heesch
- Robert Heimbürger
- Carl Heinrich von Heineken
- Johann Adolph Heinlein
- Heinrich von Heintze-Weißenrode
- Johann Adolph von Heintze
- Traugott von Heintze
- Ernst Heller
- Johannes Heller
- Ludwig Heller (Pastor)
- Ludwig Heller (Indologe)
- Johann Christoph Hennings
- Adam Herold
- Alex Heskel
- Peter Heyling
- Karl Hinckeldeyn
- Klaus Hinrichsen
- Erich Hoffmann
- Gerhard Hoffmann
- Johann Adolf Hoffmann
- Bertram Christian von Hoinckhusen
- Adolf Holm
- Korfiz Holm
- Christian Wilhelm Höltich
- Franz Heinrich Höltich
- Johann Adolph Höltich
- Thomas Honstedt
- Karl-Heinz Hopp
- Bernhard Heinrich von der Hude (Geistlicher, 1681) (1681–1750), deutscher evangelisch-lutherischer Geistlicher
- Bernhard Heinrich von der Hude (Geistlicher, 1731) (1731–1795), deutscher evangelisch-lutherischer Geistlicher
- Bernhard Heinrich von der Hude (Geistlicher, 1765) (1765–1828), deutscher evangelisch-lutherischer Geistlicher
- Heinrich von der Hude
- Hermann von der Hude
- Diether Huhn

## I
- Adolf Ihde

## J

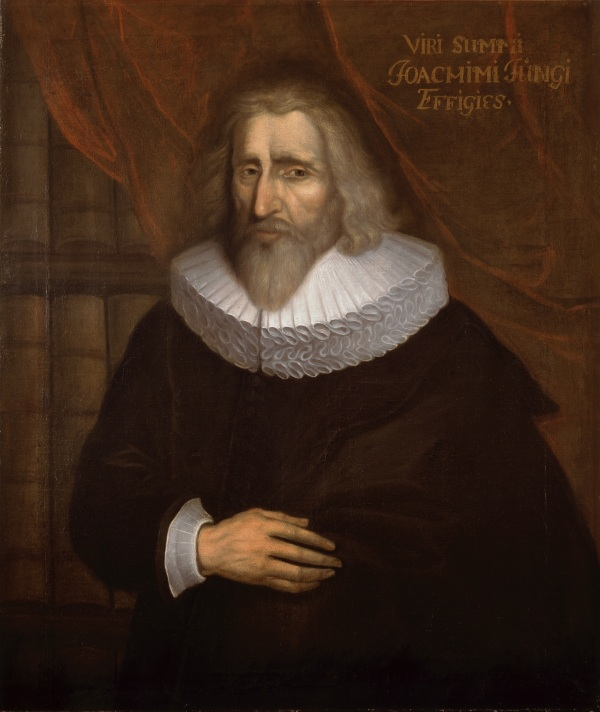
Joachim Jungius

- Johann Daniel Jacobj
- Jens Christian Jensen
- Wilhelm Jensen
- Adam Jessin
- Raimer Jochims
- Joachim Jungius

## K
- Engelbert Kaempfer
- Georg Kaibel
- Daniel Kaiser
- Erich Kasten
- Jacob Heinrich Kaltschmidt

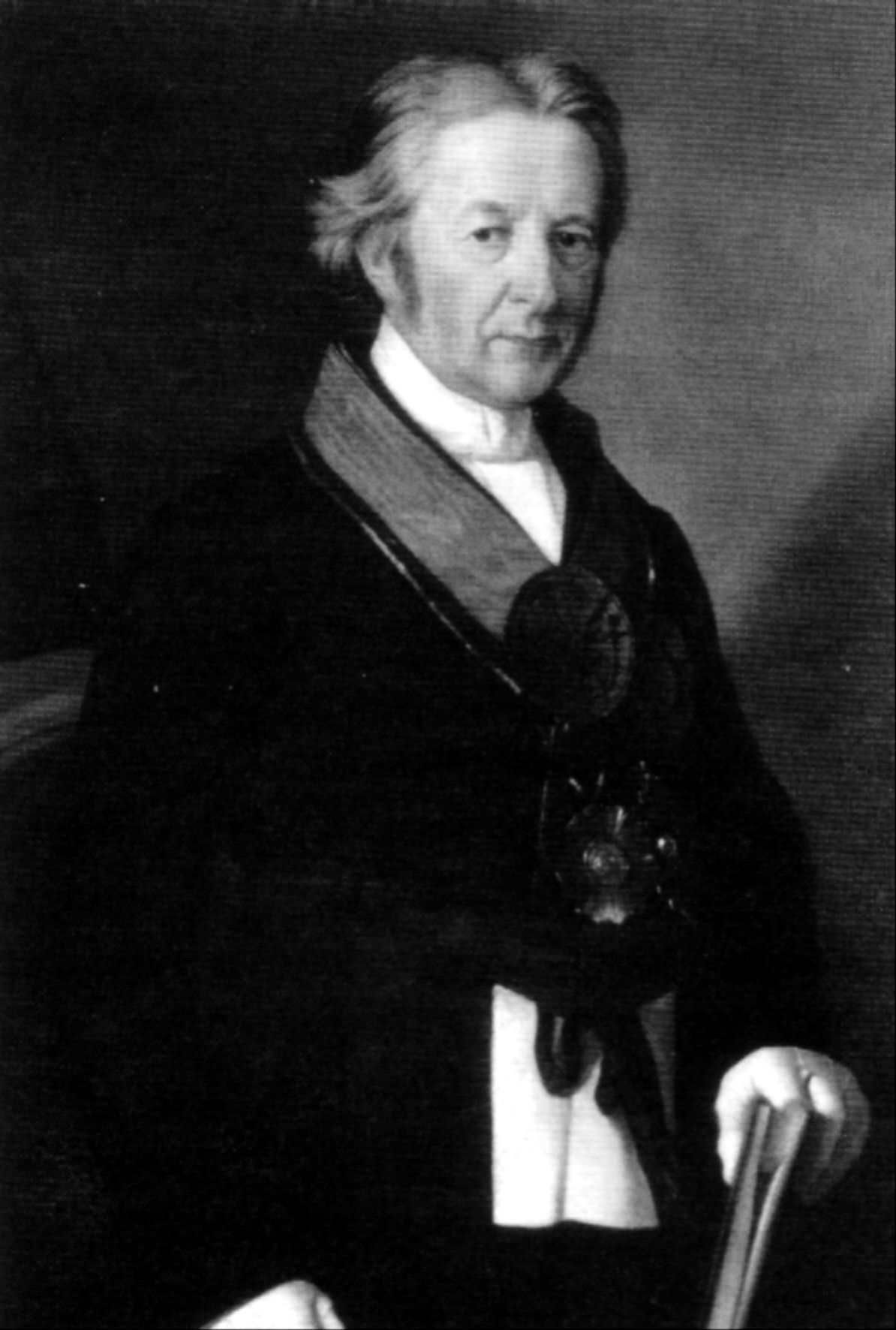
Karl Klug als Meister vom Stuhl, porträtiert von Adolph Diedrich Kindermann

- Johann Adolph Kielmann von Kielmannsegg
- Georg Christian Kindt
- Theodor Kirchhoff
- Johann Kirchmann
- Peter Klasen
- Marcus Jochim Carl Klug
- Veronika Koller
- Friedrich Köppen
- Daniel Joachim Köppen
- Johann Gerhard Köppen
- Berend Kordes
- Friedrich Richard Krauel
- Klaus Peter Krause
- Hermann Georg Krohn
- Friedrich Krüger
- Gustav Kühl
- Henning Kühnle
- Hans Küstermann
- Arthur Gustav Kulenkamp
- Eduard Kulenkamp
- Friedrich Ludwig Æmilius Kunzen

## L
- Peter Lackmann
- Leo Landau
- Paul Laspeyres
- Friedrich Lau
- Hermann Lebermann
- Joachim Lege
- Herbert Lehnert
- Matthias Ludwig Leithoff
- Gabriel Christian Lembke
- Paul Lembke
- Volker Lemke
- Thomas Lenschau
- Werner August Friedrich Lentz
- Joachim von Levetzow
- Paul Leverkuehn
- Cay Diedrich Lienau
- Rochus von Liliencron
- Max Linde
- Hermann Linde
- Heinrich Eduard Linde-Walther
- Heinrich Lindenberg

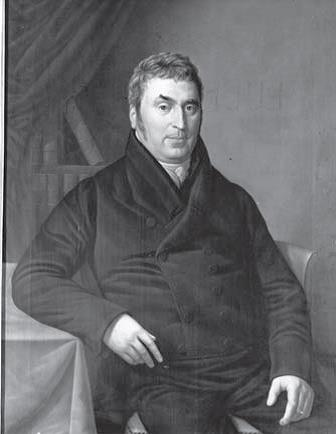
Matthias Ludwig Leithoff, Porträt von Rudolph Suhrlandt 1827

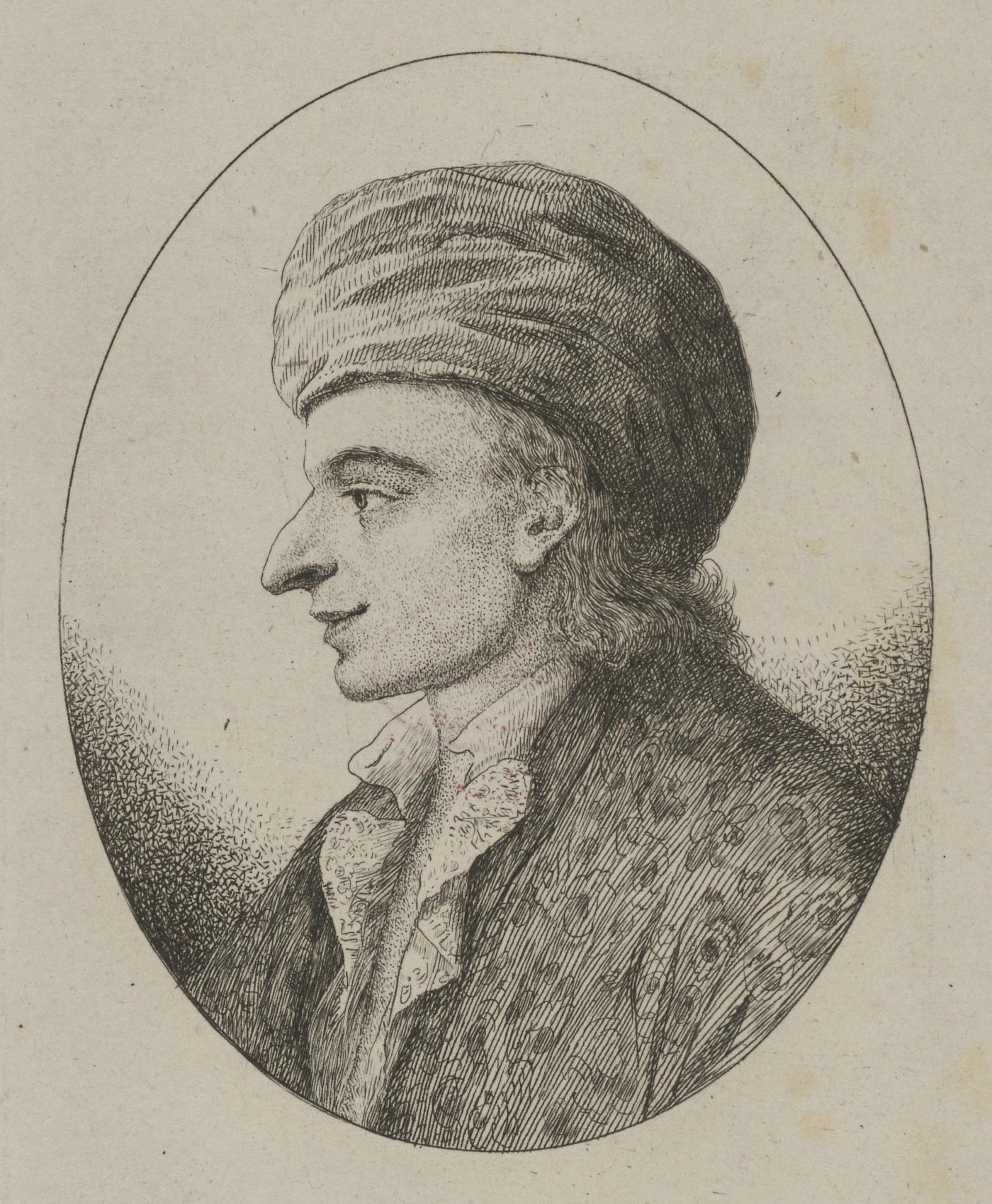
Christian Ludwig Liscow

- Johann Bernhard Wilhelm Lindenberg
- Johann Carl Lindenberg
- Hermann Link
- Sixt Christian Lipenius
- Christian Ludwig Liscow
- Carl Conrad Theodor Litzmann
- Heinrich Lüders
- Paul Lütge
- Ludwig von Lützow
- Friedrich Luger
- Christian Lutteroth

## M

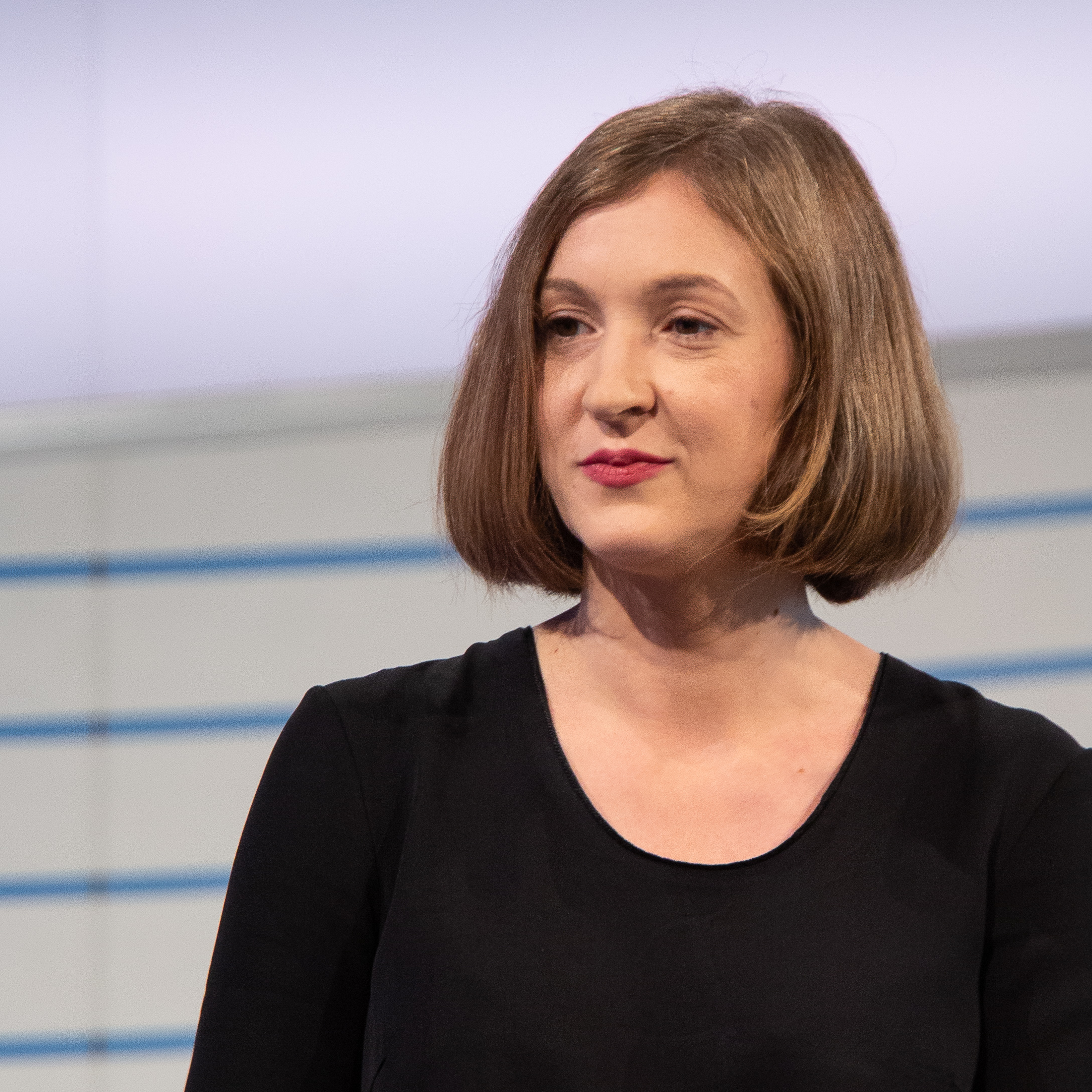
Inger-Maria Mahlke

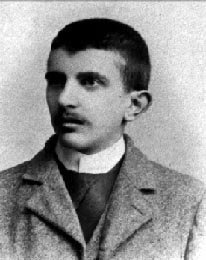
Erich Mühsam als Schüler (etwa 1894 im Alter von 16 Jahren).

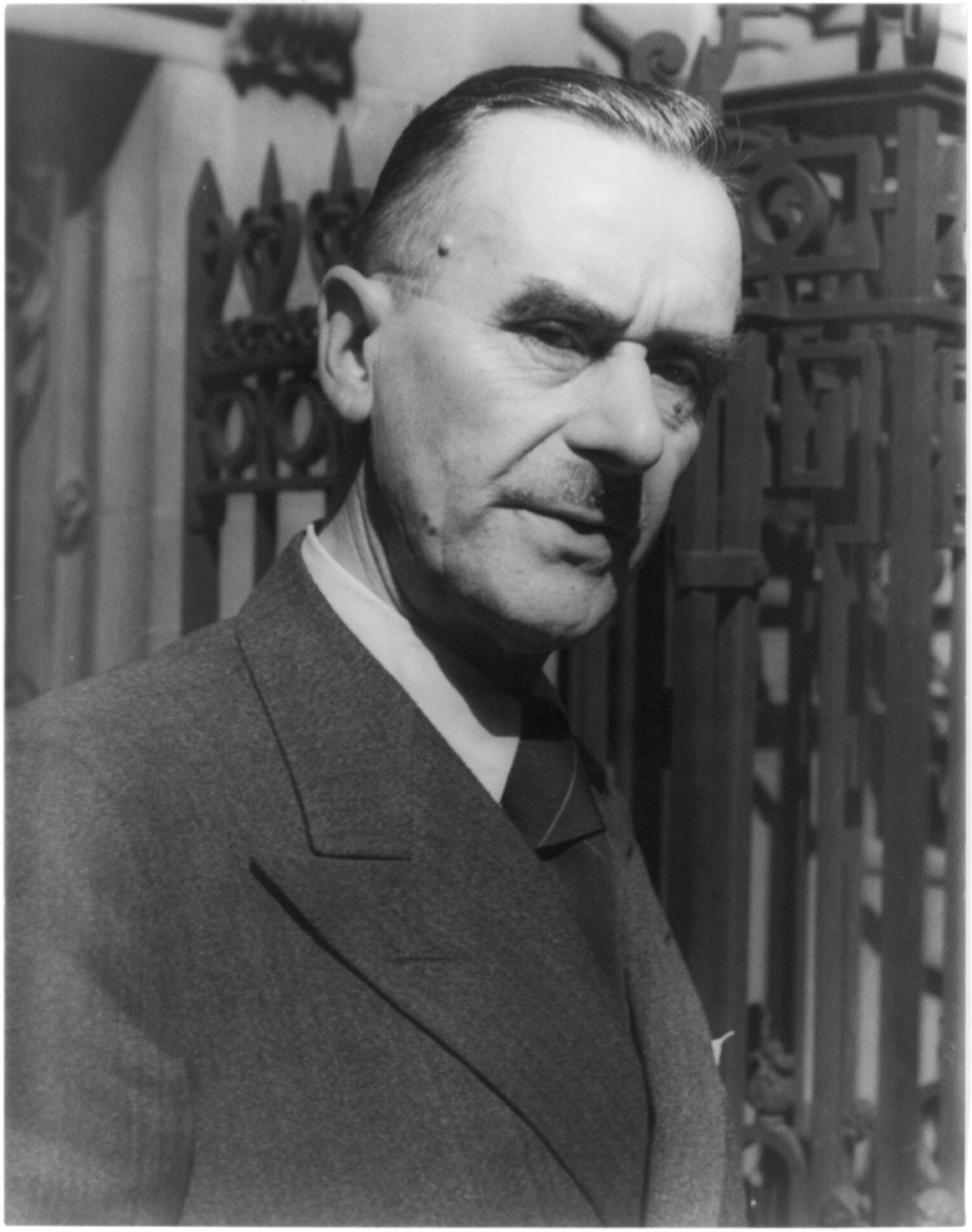
Thomas Mann, 1937
Foto von Carl van Vechten

- Inger-Maria Mahlke
- Adolf Georg von Maltzan
- Ludolf von Maltzan
- Wilhelm von Maltzan
- Heinrich Mann
- Thomas Mann
- Wilhelm Mantels
- Gottlieb Matthias Carl Masch
- Hector Gottfried Masius
- Heinrich Masius
- Friedrich Matz der Ältere
- Friedrich Matz der Jüngere
- Johannes Matz
- Heinrich August Mau
- Diederich von Mecklenburg
- Heinrich Meibom
- Sebastian Meier
- Johann Hermann von Melle
- Johann Jacob von Melle
- Samuel Gerhard von Melle
- Johann Wilhelm Ludwig Mellmann
- Hans Joachim Mette
- Heinrich von Mettenheim
- Axel Meyer
- Gottlob Wilhelm Meyer
- Johann Joachim Hartwig Meyer
- Oskar Meyer
- Heinrich Michaelis
- Johann Michaelis
- Carl Mollwo
- Ludwig Mollwo
- Ludwig Wilhelm Heinrich Mollwo
- Friedrich von Moltke
- Friedrich Adamson von Moltke
- Daniel Georg Morhof
- Johann Lorenz von Mosheim
- Erich Mühsam
- Hans Mühsam
- August Müller
- Balthasar Münter
- Heinrich Caspar Münzenberger
- Peter Hermann Münzenberger

## N

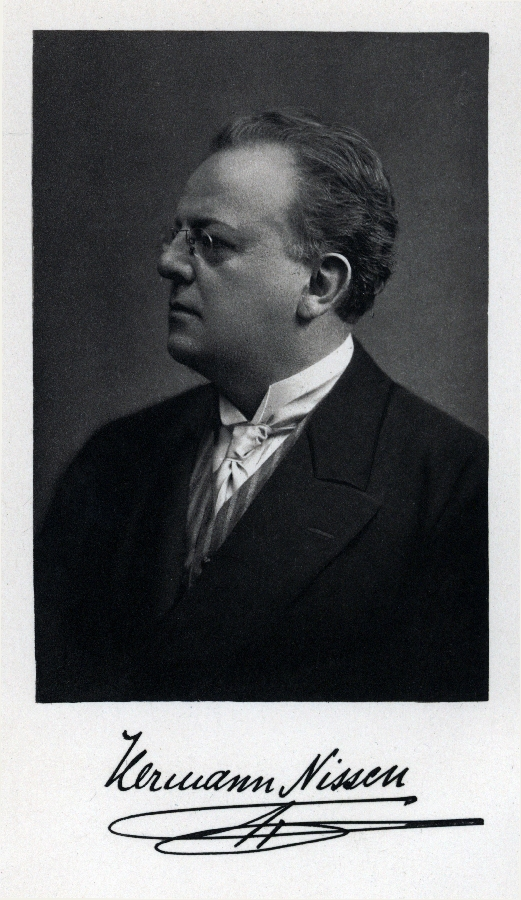
Hermann Nissen

- Georg Christian Nanne
- Heinz Neitzel
- Johann Martin Andreas Neumann
- William Henry Newman-Sherwood
- August Heinrich Niebour
- Marcus von Niebuhr
- Hermann Nissen

## O

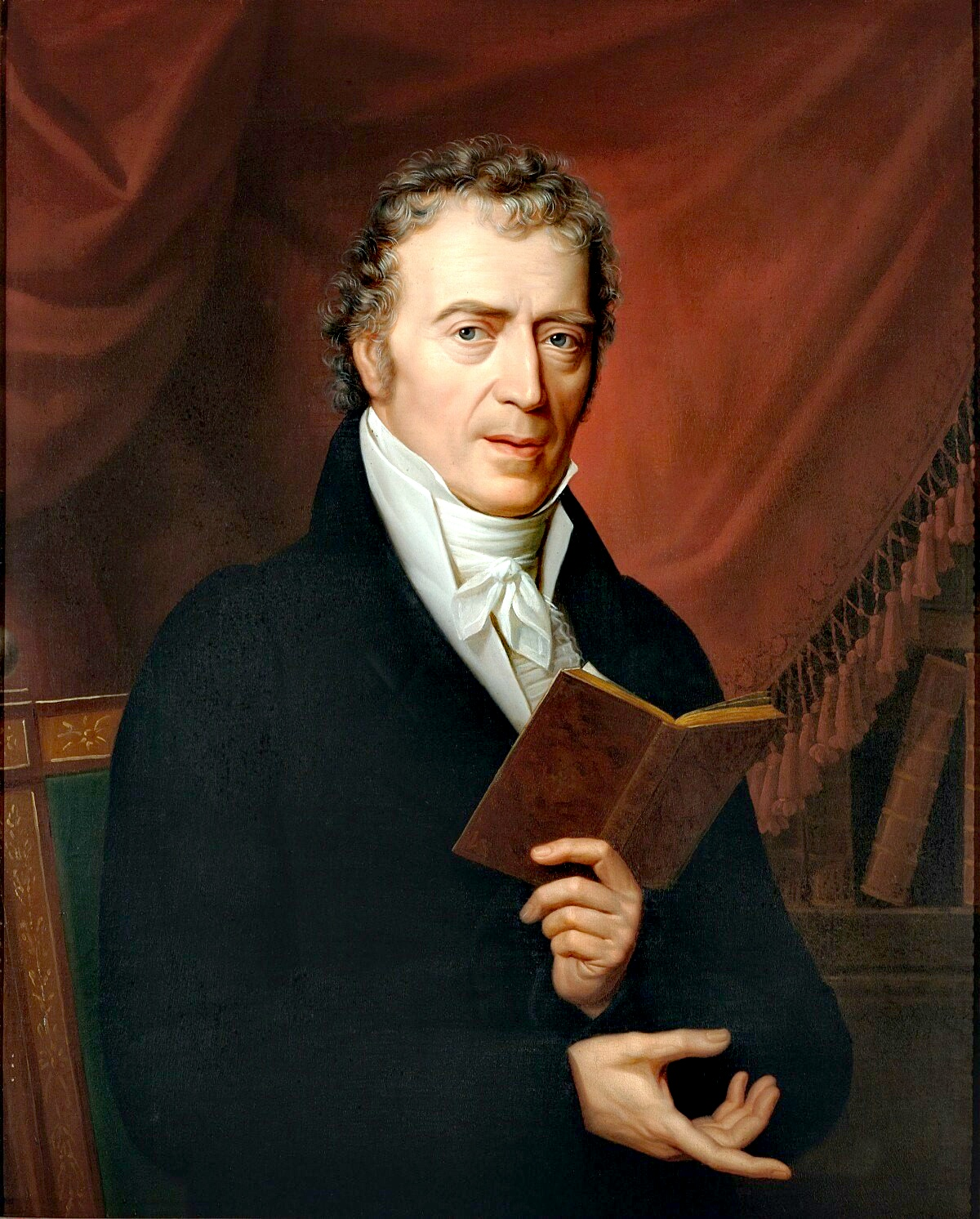
Christian Adolph Overbeck. Porträt von R. Suhrlandt, 1818

- Heinrich von Oertzen
- Gerhard Olschewski
- Zacharias Orth
- Christian Othfar
- Christian Adolph Overbeck
- Christian Gerhard Overbeck
- Friedrich Overbeck
- Johann Daniel Overbeck
- Johann Georg Overbeck

## P
- Hermann Joachim Pagels
- Johann Gerhard Pagendarm
- Alfred Dominicus Pauli
- Christian Paulsen
- Antje Peters-Hirt
- Eginhard Friedrich Petersen
- Johann Wilhelm Petersen

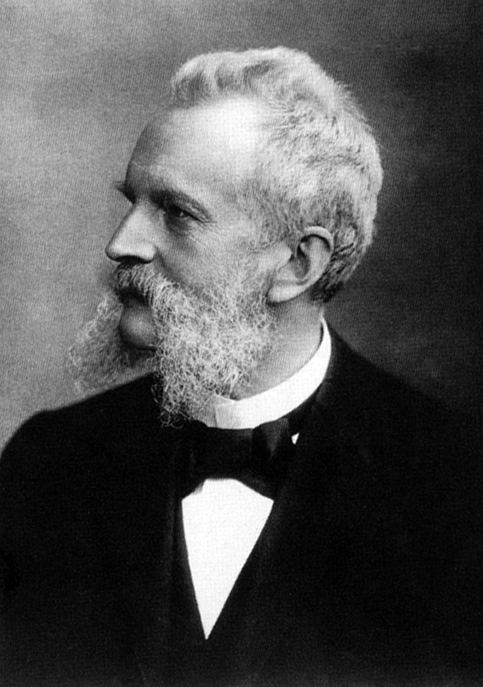
Alfred Domenicus Pauli

- Wilhelm Petersen (Literaturkritiker)
- Wilhelm Pfeiffer (Schriftsteller)
- Julius Pierstorff
- Hans Adolf von Plessen
- Hugo von Plessen
- Otto von Plessen
- Carl Plessing
- Carl Theodor Plessing
- Edmund Plessing
- Eugen Plessing
- Heinrich Alphons Plessing
- Philipp Wilhelm Plessing
- Gustav Leopold Plitt
- Heinrich Gustav Plitt
- Wilhelm Plog
- Ludwig Preller
- Günther Prien

## R
- Gustav Radbruch
- Friedrich Ranke
- Hermann Ranke
- Otto Ranke
- Carl Ernst Rahtgens
- Paul Rahtgens
- Christian zu Rantzau
- Otto zu Rantzau
- Friedrich Rathgen
- Johann Christian Ravit
- Karl Rechlin
- Theodor Rehbenitz
- Peter Rehbinder
- Johannes Reiche

Gustav Radbruch (1902)

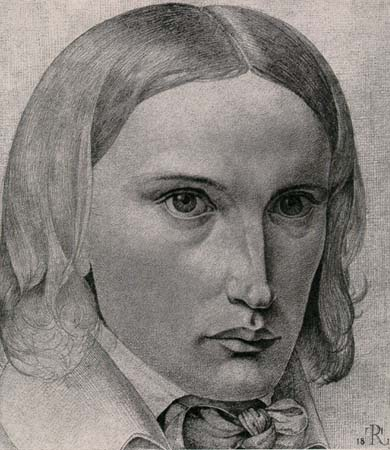
Theodor Rehbenitz, Selbstporträt (1817)

- Ernst Christian Gottlieb Jens Reinhold
- Karl Lorenz Rettich
- Meno Rettich
- Friedrich von Reventlou
- Heinrich von Reventlow
- Kurt von Reventlou
- Detlev von Reventlow
- Werner von Rheinbaben
- Georg Hermann Richerz (1716–1767)
- Caspar Richter
- Heinrich Riemann
- Gabriel Riesser
- Karl Ludwig Roeck
- Johannes August Christian Röper
- Holger Roggelin
- Hermann von Rohden
- Ludwig von Rohden
- Ferdinand Röse
- Alfred Rücker
- Hans Rüdiger
- Cay Wilhelm Georg von Rumohr

## S

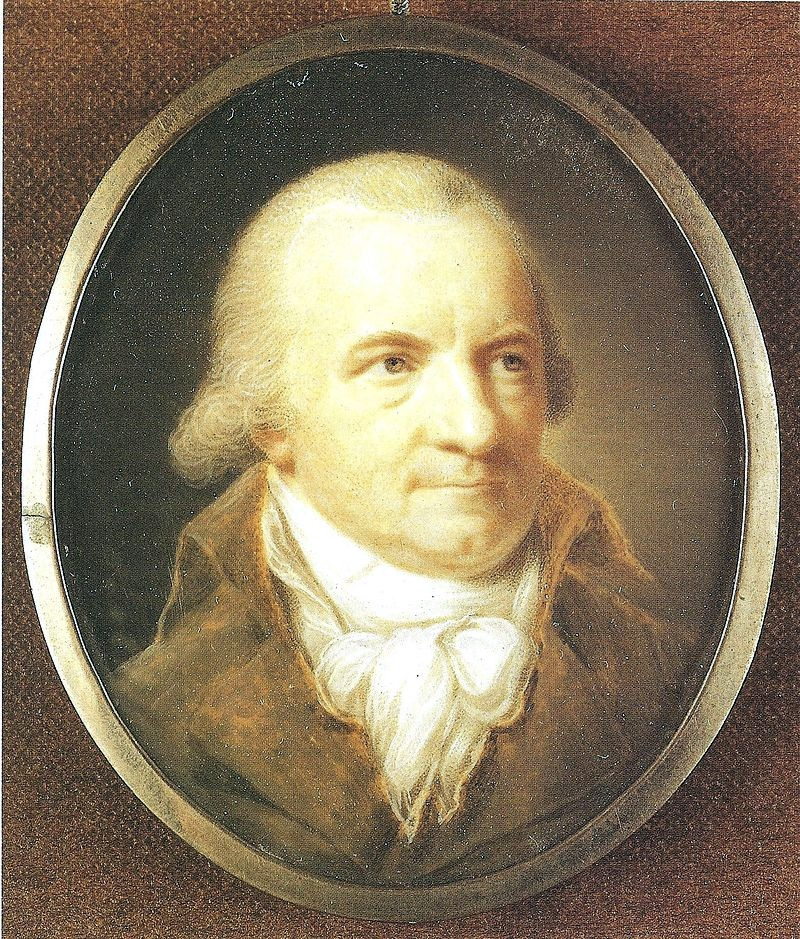
Ludwig Suhl, Miniaturporträt von Friedrich Carl Gröger (ca. 1798)

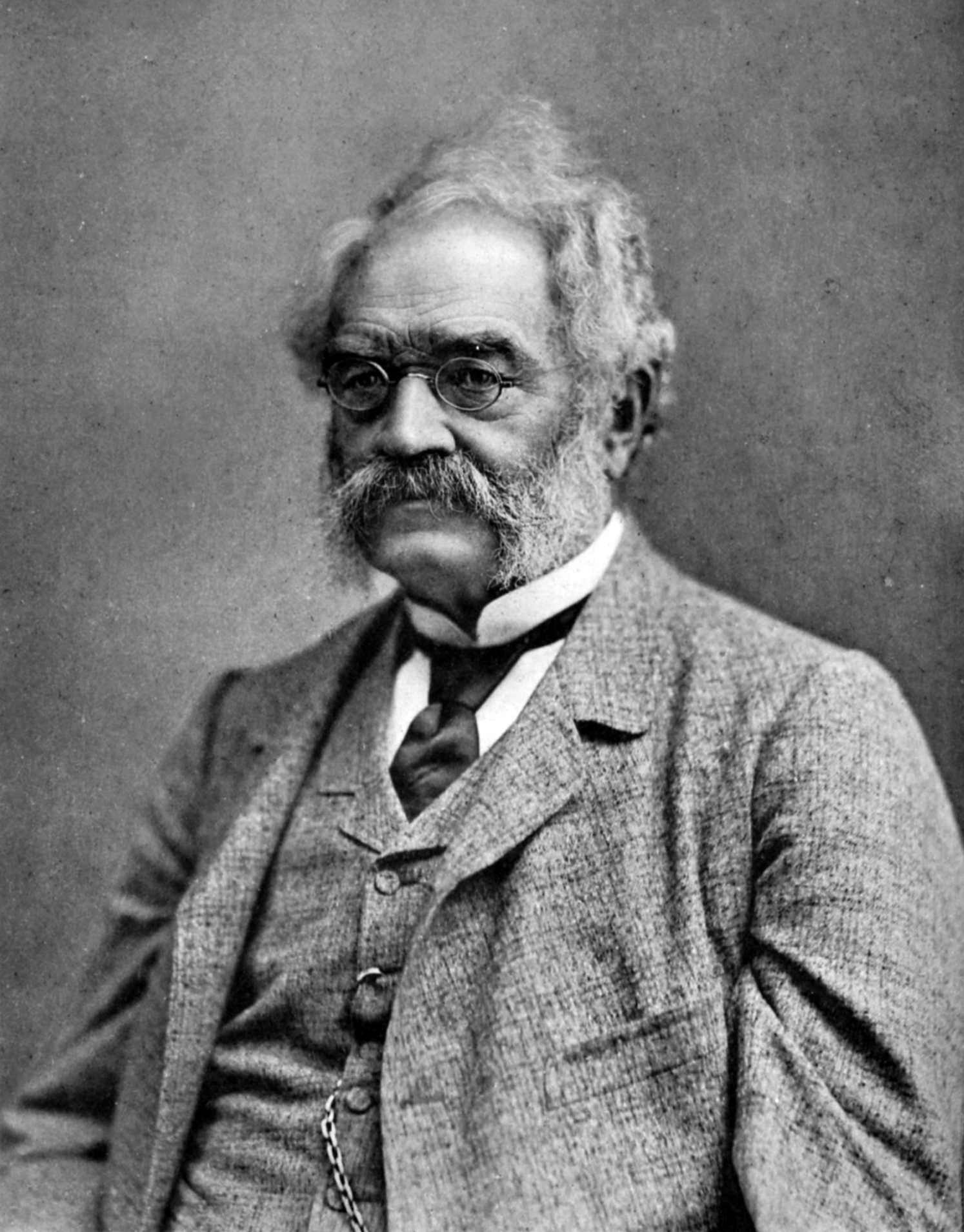
Werner von Siemens
(Porträt von Giacomo Brogi)

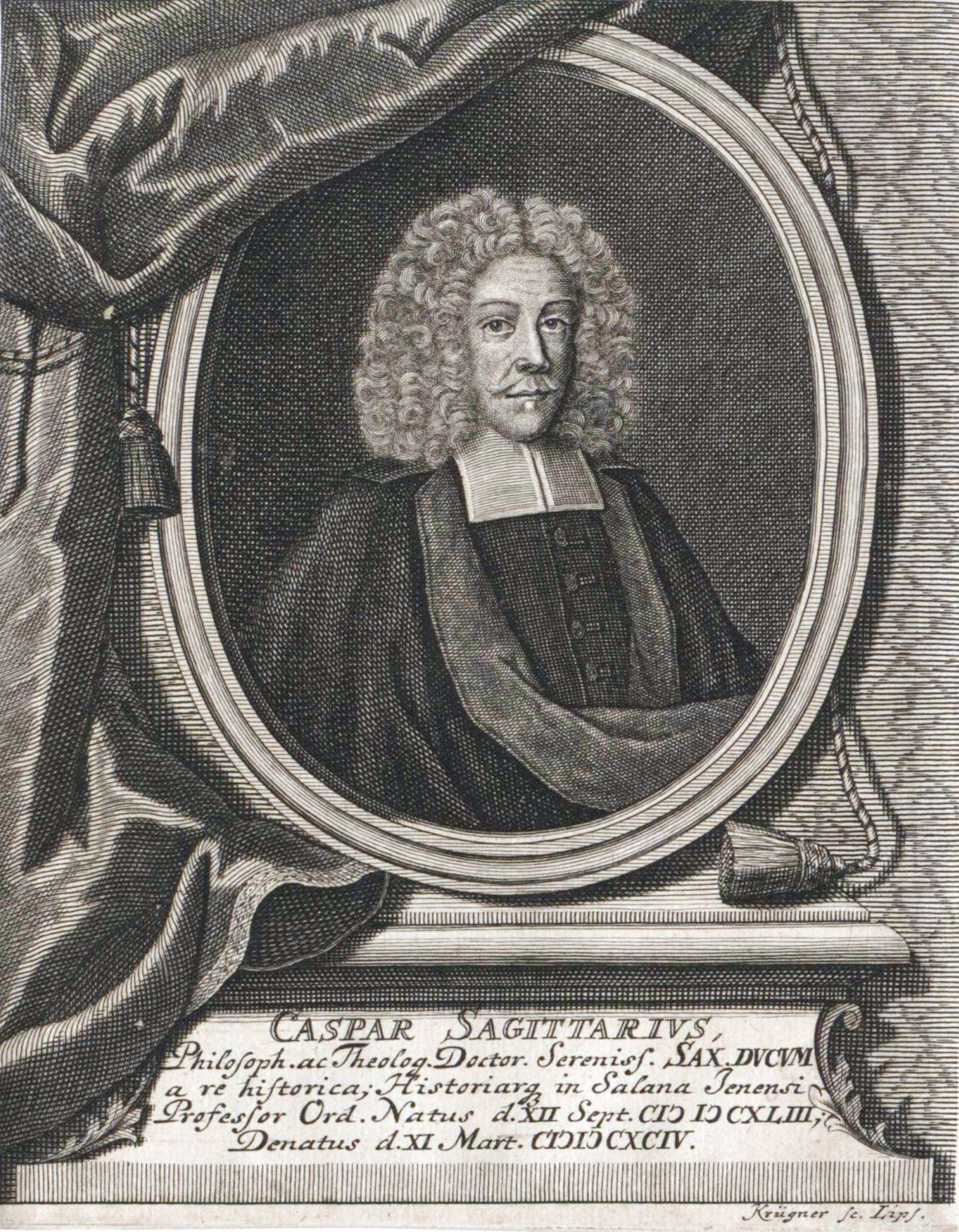
Kaspar Sagittarius

- Theo Saevecke
- Caspar Sagittarius
- Johannes Saltzwedel
- Rolf Saltzwedel
- Heinrich Santmann
- August Sartori
- Paul Sartori
- Wilhelm Saß
- Peter Sax
- Hans-Joachim Schalles
- Heinrich Scharbau
- Carl von Scheel-Plessen
- Wulff Scheel-Plessen
- Ernst August Scherling
- Ludolf Gottfried Schley
- Karl von Schlieffen
- Gustav Schliemann
- Kurd von Schlözer
- Nestor von Schlözer
- Ignaz Schlomer
- Felix Schmidt
- Georg Philipp Schmidt von Lübeck
- Friedrich Joachim Schnobel
- Friedrich Carl Schnoor
- Heinrich Christian Schnoor
- Ernst Christian Johannes Schön
- Johannes Scholvin
- Justus Christoph Schomer
- Hermann Schröder
- Klaus Schroeder
- Max Schröder
- Hans-Peter Schütt
- Fritz-Dietlof von der Schulenburg
- Caroline Schwarz
- Hans Schwegerle
- Christian Scriver
- Theodor von Senden
- Carl Wilhelm Siemens
- Werner von Siemens
- Karl Sieveking
- Matthias Sievers
- Heinrich Sivers
- Henrich Jacob Sivers
- Johann Hermann Siricius
- Michael Siricius (Pastor)
- Michael Siricius (Theologe)
- Theodor Souchay
- Hans Spethmann
- Hans-Peter Stahl
- Otto Stange
- Caspar Heinrich Starck
- Hubert Stierling
- Georg Friedrich Stintzing
- Tilmann von Stockhausen
- Hermann Wilhelm Stockmann
- Alfred Stooß
- Christian Stoll
- Christian Peter Wilhelm Stolle
- Gottlieb Nicolaus Stolterfoth
- Hermann Gustav Stolterfoht
- Jacob Stolterfoht
- Johann Stolterfoht
- Johann Jacob Stolterfoht
- Theodor Storm
- Johannes Stricker
- Nils Strunk
- Kai Sudeck
- Ludwig Suhl
- Gustav Susemihl

## T

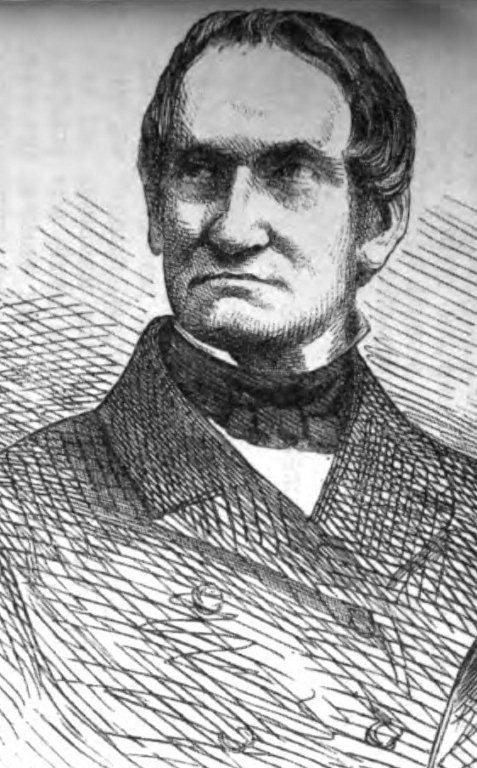
Johann Heinrich Thöl, 1862.

- Johann Adolf Tassius
- Johann Tarnow
- Paul Tarnow
- Günther Tessmann
- Marlehn Thieme
- Michael Thimann
- Johann Heinrich Thöl
- Johannes Tralow
- Adolph Friedrich Trendelenburg
- Eckardt Trowitzsch
- Ludwig Trummer
- Titus Türk

## V

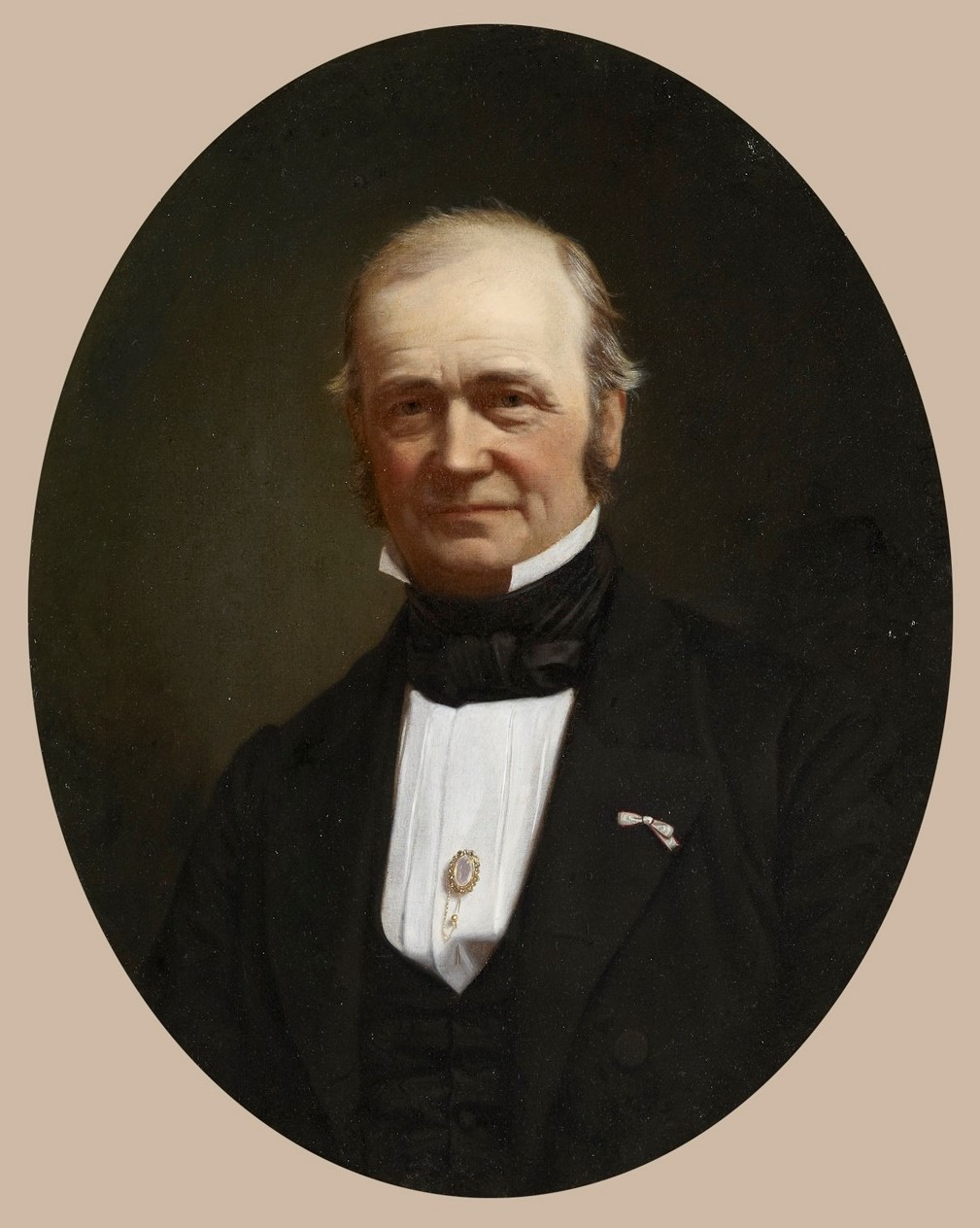
Adolph Valentiner

- Adolph Valentiner
- Julius Vermehren
- Kurt Vermehren
- Michael Vermehren
- Paul Vermehren
- Wilhelm Verpoorten
- Jürgen Vietig
- Jacob Leonhard Vogel
- Hermann Vitzthum von Eckstädt

## W

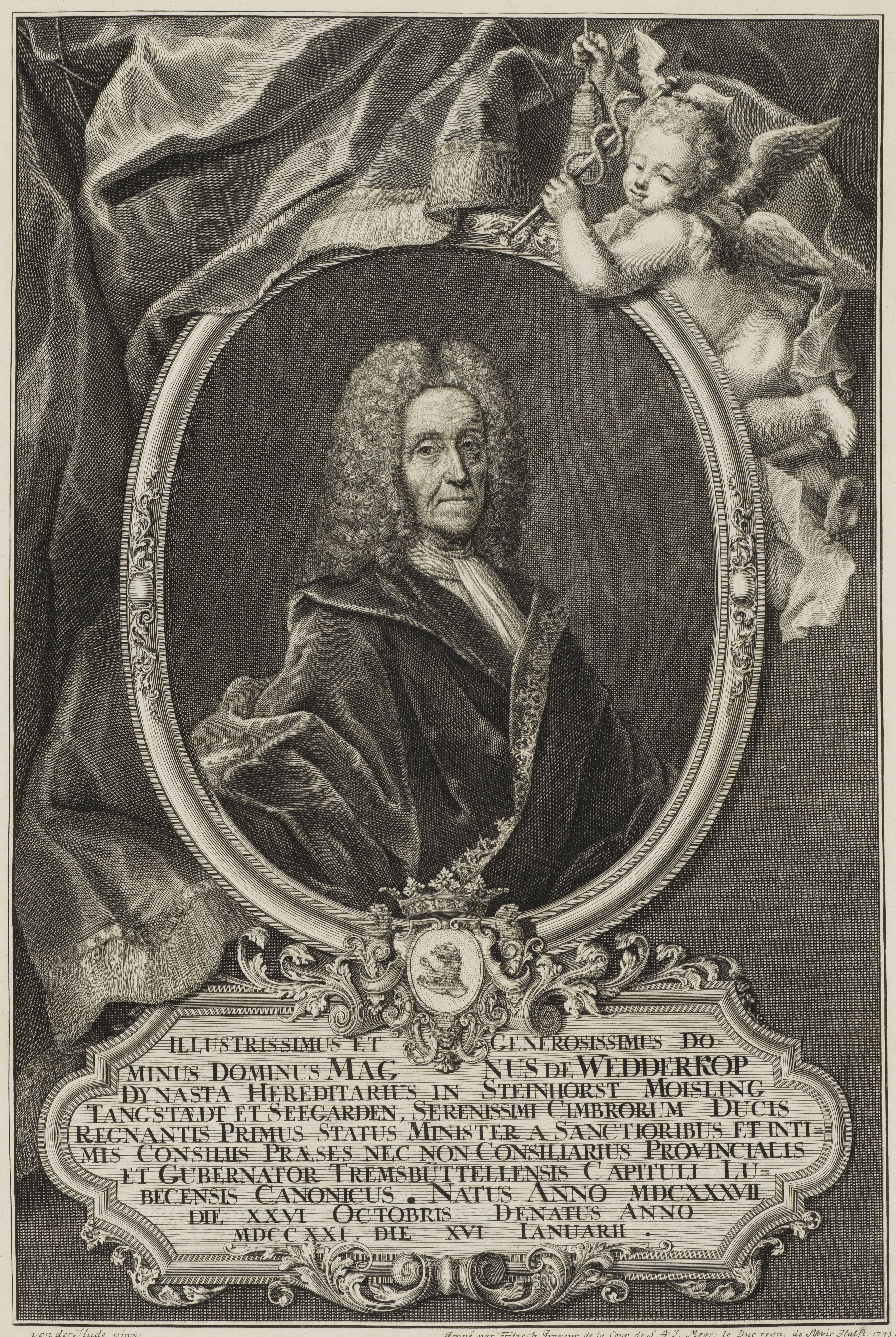
Magnus von Wedderkop

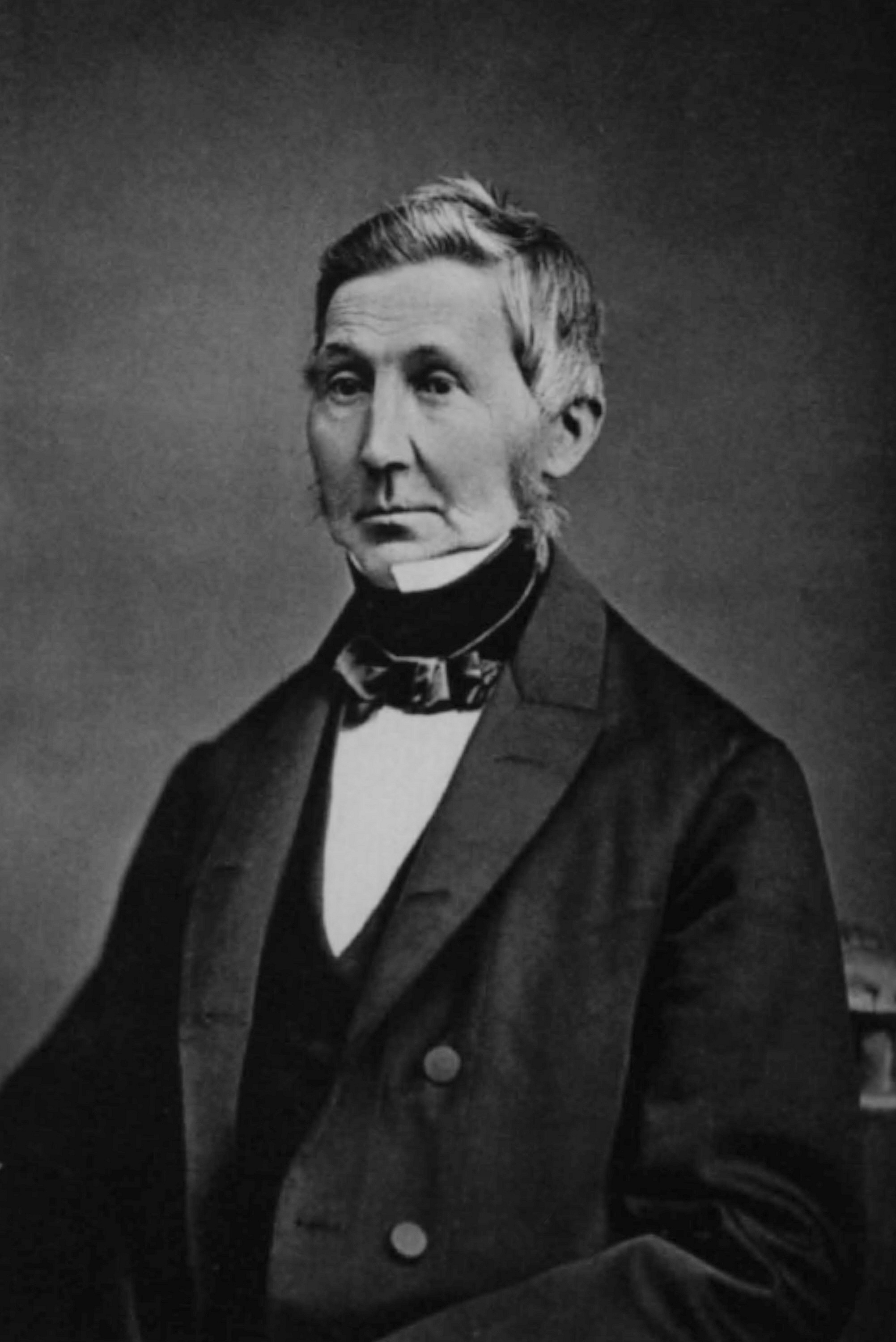
Carl Friedrich Wehrmann

- Oskar Ferdinand von Walcke-Schuldt
- Wilhelm Wattenbach
- Hermann Anthony Cornelius Weber
- Gabriel Wedderkop
- Magnus von Wedderkop
- Carl Friedrich Wehrmann
- Amandus Weinreich
- August Joachim Wendt
- Christoph Wendt
- Joachim Christopher Wendt
- Nicolaus Otto von Wickede
- Hermann Adolph Wilcken
- Friedrich von Willemoes-Suhm
- Gerhard Winter
- Friedrich Witthauer
- Christian Heinrich von Wöhrmann
- Hermann Wolff
- Jakob Wolf
- Carl Heinrich Wolpmann
- Emil Wolpmann

## Z
- Johann Joachim Christian Zerrenner
- Heinrich Christian Zietz
- Jan Zimmermann
- Arnd Zschiesche